# Ceyx
Ceyx es un género de aves coraciformes de la familia Alcedinidae.
Ceyx, también denominado como Kḗÿx, era el hijo de Lucifer en la mitología romana.

## Especies
Las siguientes especies son reconocidas en el género:
- Ceyx argentatus - martín pescador plateado
- Ceyx azureus - martín pescador azur
- Ceyx cajeli - martín pigmeo de Buru
- Ceyx collectoris - martín pigmeo de Nueva Georgia
- Ceyx cyanopectus - martín pescador pechiazul
- Ceyx dispar - martín pigmeo de Manus
- Ceyx erithaca - martín pigmeo oriental
- Ceyx fallax - martín pigmeo de Célebes
- Ceyx flumenicola - martín pigmeo plateado del norte
- Ceyx gentianus - martín pigmeo de San Cristobal
- Ceyx lepidus - martín pescador variable
- Ceyx margarethae - martín pigmeo dimorfo
- Ceyx meeki - martín pigmeo de Santa Isabel
- Ceyx melanurus - martín pigmeo filipino
- Ceyx mulcatus - martín pigmeo de Nueva Irlanda
- Ceyx nigromaxilla - martín pigmeo de Guadalcanal
- Ceyx pusillus - martín pescador menudo
- Ceyx rufidorsa - martín pigmeo herrumbroso
- Ceyx sacerdotis - martín pigmeo de Nueva Bretaña
- Ceyx sangirensis - martín pigmeo de las Sangihe
- Ceyx solitarius - martín pigmeo papú
- Ceyx wallacii - martín pigmeo de Sula
- Ceyx websteri - martín pescador de las Bismarck

La taxonomía de este género se encuentra en discusión. Las especies picta y lecontei eran asignadas en el género Ceyx. Sin embargo, un estudio reciente reorganizaría el género transfiriendo a madagascariensis para el género Corythornis o Ispidina, según distintos autores, y picta y lecontei para el género Ispidina. Por otro lado las especies cyanopectus, argentatus, azureus, pusillus y websteri unos autores las sitúan en Alcedo y otros en Ceix.
 Ceyx rufidorsa, reconocida como una especie distinta, fue recientemente revisada como sinónimo de C. erithaca.